# Kim Carnes

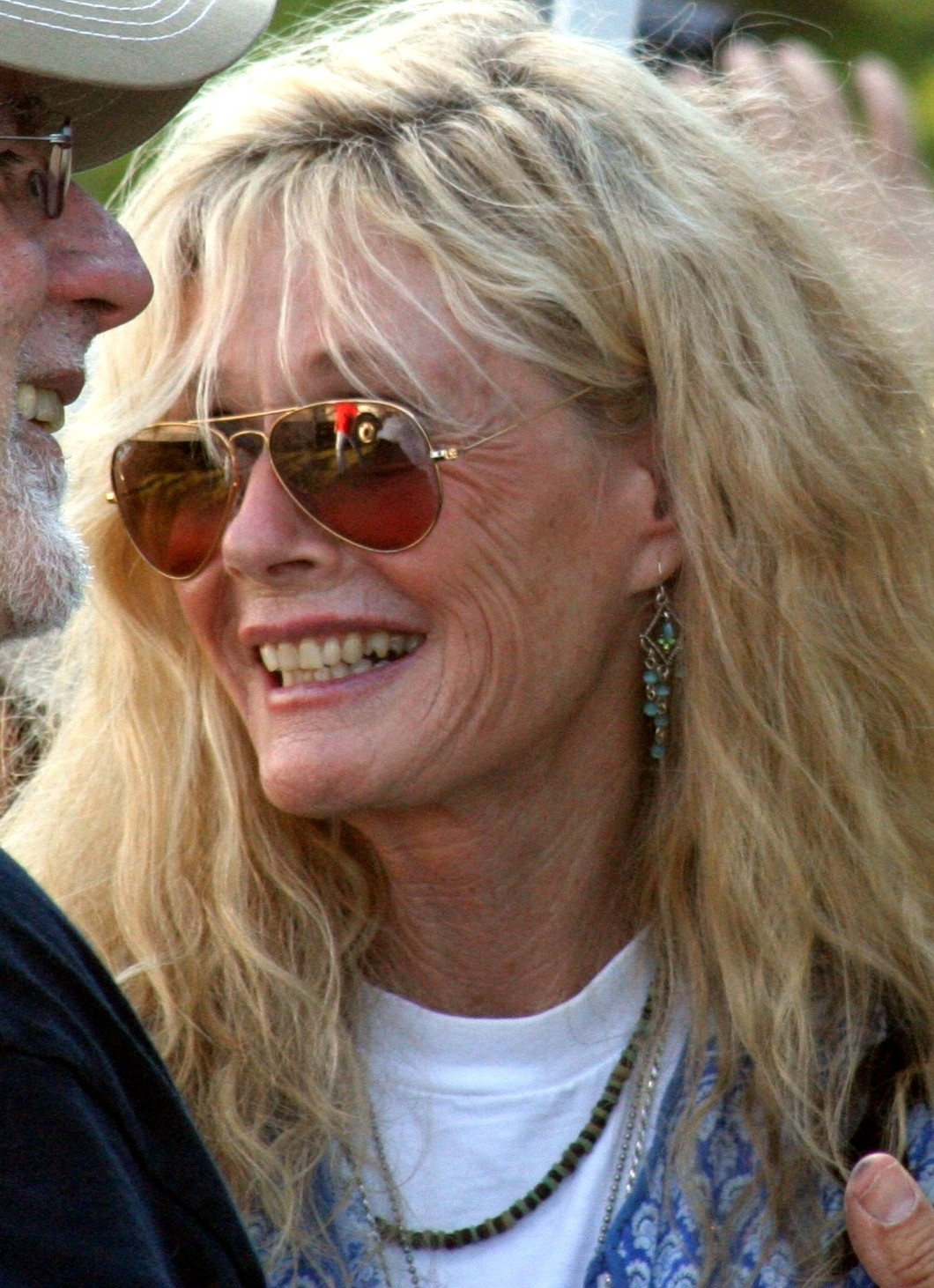
Kim Carnes (2008)

Kim Carnes (* 20. Juli 1945 in Pasadena, Kalifornien) ist eine US-amerikanische Sängerin und Songschreiberin. Die zweifache Grammy-Preisträgerin schrieb Songs für viele andere Künstler und hatte 1981 mit einer Coverversion von Bette Davis Eyes einen eigenen Welthit.

## Beginn der Karriere als Sängerin
Kim Carnes war von 1962 bis 1970 Mitglied der Folk-Band New Christy Minstrels, in welcher im Laufe der Zeit auch Musiker wie Kenny Rogers, John Denver, Barry McGuire, Gene Clark (The Byrds) und Larry Ramos (The Association) spielten. Hier lernte sie ihren späteren Ehemann und gelegentlichen Songwriting-Partner Dave Ellingson kennen, den sie am 25. November 1967 heiratete und mit dem sie zwei Söhne hat. Im selben Jahr versuchte sich Carnes erfolglos im Filmgeschäft: In C’mon, Let’s Live a Little spielte sie an der Seite von Musikerkollegen wie Bobby Vee und Jackie DeShannon. Vier Jahre später durfte Carnes an dem Soundtrack zum Kino-Hit Vanishing Point (Fluchtpunkt San Francisco) mitwirken: Der Song Sing Out for Jesus, von Carnes geschrieben, wurde für den Soundtrack von Big Mama Thornton eingesungen. Dagegen wurde Nobody Knows, eine Komposition von Mike Settle, mit Dave Ellingson als Duett veröffentlicht. Hier fiel auf Anhieb Carnes' markante, charakteristische „Reibeisenstimme“ auf, die mit jener von Rod Stewart (in späteren Jahren auch mit der von Bonnie Tyler) verglichen wurde.
Der Soundtrack zu Vanishing Point wurde auf dem Label Amos veröffentlicht, das Carnes noch 1971 unter Vertrag nahm und ihre Debüt-LP Rest on Me veröffentlichte. Das Album enthielt nur zwei Eigenkompositionen (I Won’t Call You Back, Fell in Love with a Poet), daneben Songs von den Bee Gees (To Love Somebody) sowie dem legendären Songwriting-Team Gerry Goffin und Carole King. Produziert hatte das Werk Amos-Label-Chef Jimmy Bowen, der zuvor mit Sammy Davis Jr. und später vor allen Dingen mit Country-Queen Reba McEntire Erfolge feiern sollte. Rest on Me floppte jedoch und Carnes musste einige Jahre warten, bis sie erneut ein Album aufnehmen konnte. Als Songwriterin war sie weiterhin gefragt: So schrieb sie Songs für David Cassidy, B. W. Stevenson und Frank Sinatra. Für Sinatra schrieb sie gemeinsam mit ihrem Ehemann Dave Ellingson den Text zu You Turned My World Around (1974), eine Komposition der Deutschen Bert Kaempfert und Herbert Rehbein.

## Erste Erfolge
1975 unterzeichnete sie bei A&M einen neuen Plattenvertrag. Die beiden Alben Kim Carnes (1975) und Sailin (1976) waren Achtungserfolge. Mit You’re a Part of Me hatte Carnes einen ersten Erfolg in den Adult-Contemporary-Charts der USA (Platz 32). Zwei Jahre später nahm sie dieses Lied erneut auf, diesmal als Duett mit ihrem Kollegen Gene Cotton, der zu dieser Zeit ebenfalls als hoffnungsvolles Talent gehandelt wurde. Der Song erreichte Platz 36 in den US-Pop- sowie die Top Ten in den AC-Charts. Die 1976er Komposition Love Comes from Unexpected Places von Carnes wurde ein Jahr später von Barbra Streisand für deren Album Streisand Superman aufgenommen. Außerdem gewann Carnes mit ihrer eigenen Version den ersten Preis beim American Song Festival. Streisand war so angetan von Carnes' Fähigkeiten, dass sie 1978 einen weiteren Song aus ihrer Feder (Stay Away) aufnahm. In den 1980er Jahren wählte sie sie außerdem für ein Duett aus.
Im Jahr 1978 unterschrieb sie als erste Künstlerin einen Vertrag beim neu eingeführten Label EMI-America. Gegen Ende der 1970er Jahre hatte Carnes die ersten Erfolge in den Charts. 1980 gelang ihr mit den Top-10-Hits More Love und Don’t Fall in Love with a Dreamer (im Duett mit Kenny Rogers) der Durchbruch in den USA.
Ihren internationalen Durchbruch feierte sie 1981 mit dem Hit Bette Davis Eyes, den Jackie DeShannon geschrieben und bereits 1975 auf ihrem Album New Arrangement aufgenommen hatte. Das Lied war in über 30 Ländern, darunter USA, Deutschland und Schweiz, ein Nummer-eins-Hit. Der Song erhielt eine Auszeichnung bei den Grammys 1982 als Record of the Year. Das dazugehörige Album Mistaken Identity war ebenfalls ein großer Erfolg und verkaufte sich allein in den USA über eine Million Mal. Danach folgten bis Mitte der 1980er Jahre weitere Top-40-Hits in den USA wie Draw of the Cards (1981), Voyeur, Does It Make You Remember (1982), Invisible Hands (1983), What About Me (1984, mit James Ingram und Kenny Rogers) und Crazy in the Night (Barking at Airplanes) (1985). 1988 wandte sie sich für View from the House der Country-Musik zu. Fünf Jahre später hatte sie mit Gypsy Honeymoon wieder einen kleinen Hit in Deutschland.
2004 erschien nach einigen Jahren Pause das Album Chasin’ Wild Trains.
Derzeit lebt Carnes in Nashville, Tennessee. Stars wie Tim McGraw, Reba McEntire, Vince Gill, Lila McCann, Pam Tillis und Kevin Sharp haben Lieder von Carnes aufgenommen.

## Diskografie

### Studioalben
| Jahr | Titel                | Höchstplatzierung, Gesamtwochen, AuszeichnungChartplatzierungen (Jahr, Titel, Platzierungen, Wochen, Auszeichnungen, Anmerkungen) | Höchstplatzierung, Gesamtwochen, AuszeichnungChartplatzierungen (Jahr, Titel, Platzierungen, Wochen, Auszeichnungen, Anmerkungen) | Höchstplatzierung, Gesamtwochen, AuszeichnungChartplatzierungen (Jahr, Titel, Platzierungen, Wochen, Auszeichnungen, Anmerkungen) | Anmerkungen                             |
| Jahr | Titel                | DE | UK | US | Anmerkungen                             |
| ---- | -------------------- | --- | --- | --- | --------------------------------------- |
| 1980 | Romance Dance        | — | — | US57 (17 Wo.)US | Erstveröffentlichung: 2. Juni 1980      |
| 1981 | Mistaken Identity    | DE3 (20 Wo.)DE | UK26 (16 Wo.)UK | US1 Platin · (52 Wo.)US | Erstveröffentlichung: April 1981        |
| 1982 | Voyeur               | — | — | US49 (22 Wo.)US | Erstveröffentlichung: 8. September 1982 |
| 1983 | Café Racers          | — | — | US97 (16 Wo.)US | Erstveröffentlichung: Oktober 1983      |
| 1985 | Barking at Airplanes | — | — | US48 (14 Wo.)US | Erstveröffentlichung: 5. Mai 1985       |
| 1986 | Light House          | — | — | US116 (7 Wo.)US | Erstveröffentlichung: Mai 1986          |

Weitere Studioalben
- 1971: Rest on Me
- 1975: Kim Carnes
- 1976: Sailin’
- 1979: St Vincent’s Court
- 1988: View from the House
- 1991: Checkin’ Out the Ghosts
- 1999: Master Series
- 2004: Chasin’ Wild Trains

### Kompilationen
- 1976: The Best of You
- 1982: The Best of Kim Carnes
- 1984: Duets (mit Kenny Rogers, Sheena Easton und Dottie West)
- 1986: The Classic Collection 17 Great Tracks
- 1990: Crazy in the Night
- 1991: Best Now
- 1991: To Love Somebody
- 1991: Greatest Hits
- 1992: The Most of Kim Carnes
- 1993: Gypsy Honeymoon: Best of Kim Carnes
- 1995: Ladies of Blue Eyed Soul (mit Gloria Lynne)
- 1996: Bette Davis Eyes
- 1997: Meus Momentos
- 1999: Master Series
- 1999: The Mistaken Identity Collection
- 2000: The Divine
- 2003: Premium Gold Collection
- 2003: Young Love
- 2003: The Best of Kim Carnes
- 2008: 30 Éxitos
- 2011: Essential

### EPs
- 1981: Bette Davis Eyes
- 1982: Voyeur

### Singles
| Jahr | Titel Album                                                             | Höchstplatzierung, Gesamtwochen/‑monate, AuszeichnungChartplatzierungen (Jahr, Titel, Album, Platzierungen, Wochen/Monate, Auszeichnungen, Anmerkungen) | Höchstplatzierung, Gesamtwochen/‑monate, AuszeichnungChartplatzierungen (Jahr, Titel, Album, Platzierungen, Wochen/Monate, Auszeichnungen, Anmerkungen) | Höchstplatzierung, Gesamtwochen/‑monate, AuszeichnungChartplatzierungen (Jahr, Titel, Album, Platzierungen, Wochen/Monate, Auszeichnungen, Anmerkungen) | Höchstplatzierung, Gesamtwochen/‑monate, AuszeichnungChartplatzierungen (Jahr, Titel, Album, Platzierungen, Wochen/Monate, Auszeichnungen, Anmerkungen) | Höchstplatzierung, Gesamtwochen/‑monate, AuszeichnungChartplatzierungen (Jahr, Titel, Album, Platzierungen, Wochen/Monate, Auszeichnungen, Anmerkungen) | Anmerkungen                                                       |
| Jahr | Titel Album                                                             | DE | AT | CH | UK | US | Anmerkungen                                                       |
| ---- | ----------------------------------------------------------------------- | --- | --- | --- | --- | --- | ----------------------------------------------------------------- |
| 1978 | You’re a Part of Me Kim Carnes                                          | — | — | — | — | US36 (12 Wo.)US | Erstveröffentlichung: 1978 mit Gene Cotton                        |
| 1979 | It Hurts so Bad St Vincent’s Court                                      | — | — | — | — | US56 (5 Wo.)US | Erstveröffentlichung: 1979                                        |
| 1980 | Don’t Fall in Love with a Dreamer Gideon                                | — | — | — | — | US4 (19 Wo.)US | Erstveröffentlichung: März 1980 mit Kenny Rogers                  |
| 1980 | More Love Romance Dance                                                 | — | — | — | — | US10 (19 Wo.)US | Erstveröffentlichung: Mai 1980                                    |
| 1980 | Cry Like a Baby Romance Dance                                           | — | — | — | — | US44 (8 Wo.)US | Erstveröffentlichung: 1980                                        |
| 1981 | Bette Davis Eyes Mistaken Identity                                      | DE1 Gold · (27 Wo.)DE | AT2 (4½ Mt.)AT | CH1 (12 Wo.)CH | UK10 Platin · (9 Wo.)UK | US1 Gold · (26 Wo.)US | Erstveröffentlichung: 9. März 1981                                |
| 1981 | Draw of the Cards Mistaken Identity                                     | DE35 (8 Wo.)DE | AT16 (1 Mt.)AT | CH13 (3 Wo.)CH | UK49 (4 Wo.)UK | US28 (12 Wo.)US | Erstveröffentlichung: August 1981                                 |
| 1981 | Mistaken Identity                                                       | — | — | — | — | US60 (6 Wo.)US | Erstveröffentlichung: 1981                                        |
| 1982 | Voyeur                                                                  | DE45 (5 Wo.)DE | — | — | UK68 (2 Wo.)UK | US29 (12 Wo.)US | Erstveröffentlichung: August 1982                                 |
| 1982 | Does It Make You Remember Voyeur                                        | — | — | — | — | US36 (13 Wo.)US | Erstveröffentlichung: November 1982                               |
| 1983 | Invisible Hands Café Racers                                             | — | — | — | — | US40 (13 Wo.)US | Erstveröffentlichung: Oktober 1983                                |
| 1984 | You Make My Heart Beat Faster (And That’s All That Matters) Café Racers | — | — | — | — | US54 (8 Wo.)US | Erstveröffentlichung: Januar 1984                                 |
| 1984 | I Pretend Café Racers                                                   | — | — | — | — | US74 (5 Wo.)US | Erstveröffentlichung: Mai 1984                                    |
| 1984 | What About Me?                                                          | — | — | — | — | US15 (19 Wo.)US | Erstveröffentlichung: August 1984 mit Kenny Rogers & James Ingram |
| 1984 | Make No Mistake, He’s Mine Emotion                                      | — | — | — | — | US51 (10 Wo.)US | Erstveröffentlichung: November 1984 mit Barbra Streisand          |
| 1985 | Invitation to Dance –                                                   | — | — | — | — | US68 (6 Wo.)US | Erstveröffentlichung: 1985                                        |
| 1985 | Crazy in the Night (Barking at Airplanes) Barking At Airplanes          | — | AT8 (2½ Mt.)AT | — | — | US15 (16 Wo.)US | Erstveröffentlichung: 1. April 1985                               |
| 1985 | Abadabadango Barking At Airplanes                                       | — | — | — | — | US67 (4 Wo.)US | Erstveröffentlichung: Juli 1985                                   |
| 1986 | Divided Hearts Light House                                              | — | — | — | — | US79 (5 Wo.)US | Erstveröffentlichung: Mai 1986                                    |
| 1993 | Gypsy Honeymoon Gypsy Honeymoon: Best of Kim Carnes                     | DE65 (9 Wo.)DE | — | — | — | — | Erstveröffentlichung: 1993                                        |

Weitere Singles
- 1971: To Love
- 1971: To Love Somebody
- 1972: It’s the Love That Keeps It All Together (mit Dave Ellingson)
- 1975: You’re a Part of Me
- 1975: Somewhere in the Night
- 1975: Bad Seed
- 1976: It’s Not the Spotlight
- 1976: Sailin’
- 1976: Let Your Love Come Easy
- 1976: Love Comes from Unexpected Places
- 1979: What Am I Gonna Do
- 1979: Stay Away
- 1979: Lookin’ for a Big Night
- 1980: Changin’
- 1981: Mas Amor
- 1981: Together for the 1st Time (mit Juice Newton & Sheena Easton)
- 1982: Breakin’ Away from Sanity
- 1982: Take It on the Chin
- 1982: Undertow
- 1983: I’ll Be Here Where the Heart Is
- 1983: Hurricane
- 1983: Young Love
- 1983: The Universal Song
- 1985: Rough Edges
- 1985: Bon Voyage
- 1986: I’d Lie to You for Your Love
- 1988: Crazy in Love
- 1988: Just to Spend Tonight with You
- 1988: Speed of the Sound of Loneliness
- 1988: Fantastic Fire of Love
- 1990: Everybody Needs Someone
- 1991: Hooked on the Memory of You (mit Neil Diamond)
- 1991: Checkin’ Out the Ghosts
- 1991: Independent Girl
- 1993: Don’t Cry Now
- 2005: One Beat at a Time
- 2006: Just to See You Smile

### Weitere Veröffentlichungen
- 1971: Presenting the Sugar Bears (Kim Carnes als „Honey Bear“)
- 1971: Vanishing Point (Duett mit Dave: Nobody Knows, Soundtrack)
- 1977 Heroes (Song: Long Long Time, Soundtrack)
- 1978 Gene Cotton – Save the Dancer (Duett: You’re a Part of Me)
- 1980: Kenny Rogers – Gideon (Duett: Don’t Fall in Love with a Dreamer)
- 1980: Randy Meisner (Duett: Deep Inside My Heart)
- 1981: Kenny Rogers – Lady (Duett: No te enamores de un loco, Spanglish Album)
- 1981: Más Amor (Single More Love auf Spanisch)
- 1982: Rod Stewart – Absolutely Live (Duett: Stay with Me mit Rod Stewart & Tina Turner)
- 1983: Flashdance (Song: I’ll Be Here Where the Heart Is, Soundtrack)
- 1984: Barbra Streisand – Emotion (Duett: Make No Mistake, He’s Mine)
- 1984: What about Me? (Terzett mit Kenny Rogers & James Ingram)
- 1985: That’s Dancing! (Song: Invitation to Dance, Soundtrack)
- 1985: USA for Africa – We Are the World (Charity Single)
- 1987: Spaceballs (Duett mit Jeffrey Osborne: My Heart Has a Mind of Its Own, Soundtrack)
- 1989: Rude Awakening (Song: Comin’ Home, Soundtrack)
- 1989: Clarence Clemons – A Night with Mr. C (Duett: Dance, Dance, Dance)
- 1989: Impulse (Song: Everybody Needs Someone, Soundtrack)
- 1991: Neil Diamond – Hooked on the Memory of You / Hard Times for Lovers (Duett CD-Single)
- 1991: Kenny Rogers – All Hits & Love Songs (Duett: Don’t Fall in Love with a Dreamer [Neuaufnahme])
- 1991: Seiko Matsuda – Romantique (Song: Hold Me)
- 1992: Neil Diamond – Greatest Hits 1966–1992 (Duett: Heartbreak Hotel)
- 1992: The Stars Come Out for Christmas Vol. III (Song: Run, Run Rudolph)
- 1992: Private Lessons (Song: Love Hurts, Soundtrack)
- 1992: Re-Import (Song: Shiny Day)
- 1992: Tycoon (Song: Working Girl, Soundtrack)
- 1994: Christmas Classics (Songs: What Child is This, O Little Town of Bethlehem)
- 1994: The Stars Come Out for Christmas Vol. VI (Song: Away in a Manger)
- 1994: Make a Wish for Christmas Vol. II (Song: Have Yourself a Merry Little Christmas)
- 1994: Lunch – A Modern Musical Myth (Terzett mit B. J. Thomas & Brian Mitchell: Skyline, Soundtrack)
- 1996: Hope – Country’s Music Quest for a Cure (Charity Single)
- 1997: Jim Croce – A Nashville Tribute (Song: Bad, Bad Leroy Brown)
- 1999: Cleveland Browns – Greatest Hits (Song: Somebody Let the Dawgs Out)
- 2000: Dave Pardue – Mrs. Lightning's Valentine (Duett: Who do You Love)
- 2003: Sincerely… Mariya Takeuchi Songbook Vol. II (Song: Let’s Try Again)
- 2004: The New Christy Minstrels – New Kick! (Song: Beautiful, Beautiful World)
- 2005: Loggerheads (Song: The Silver Chord, Soundtrack)
- 2007: Noriyuki Makihara – Songs from L. A. (Song: It’s Clear Sky Again Today)
- 2007: Jill Johnson – Music Row (Duett: Tumblin’ Dice)
- 2015: 80’s Re:Covered – Your Songs With The 80's Sound (Song: Under My Thumb)

## Auszeichnungen für Musikverkäufe
| Goldene Schallplatte - Dänemark - 2023: für die Single Bette Davis Eyes - Frankreich - 1981: für das Album Mistaken Identity - Kanada - 1982: für das Album Voyeur - Neuseeland - 1981: für das Album Mistaken Identity - 2025: für das Album Essential | Platin-Schallplatte - Frankreich - 1981: für die Single Bette Davis Eyes - Italien - 2023: für die Single Bette Davis Eyes - Kanada - 1982: für die Single Bette Davis Eyes - Spanien - 2024: für die Single Bette Davis Eyes 2× Platin-Schallplatte - Neuseeland - 2023: für die Single Bette Davis Eyes 3× Platin-Schallplatte - Kanada - 1981: für das Album Mistaken Identity |

Anmerkung: Auszeichnungen in Ländern aus den Charttabellen bzw. Chartboxen sind in ebendiesen zu finden.
| Land/RegionAuszeichnungen für Musikverkäufe (Land/Region, Auszeichnungen, Verkäufe, Quellen) | Gold     | Platin       | Verkäufe  | Quellen                       |
| -------------------------------------------------------------------------------------------- | -------- | ------------ | --------- | ----------------------------- |
| Dänemark (IFPI)                                                                              | Gold1    | —            | 45.000    | ifpi.dk                       |
| Deutschland (BVMI)                                                                           | Gold1    | —            | 300.000   | musikindustrie.de             |
| Frankreich (SNEP)                                                                            | Gold1    | Platin1      | 1.100.000 | infodisc.fr                   |
| Italien (FIMI)                                                                               | —        | Platin1      | 100.000   | fimi.it                       |
| Kanada (MC)                                                                                  | Gold1    | 4× Platin4   | 450.000   | musiccanada.com               |
| Neuseeland (RMNZ)                                                                            | 2× Gold2 | 2× Platin2   | 77.500    | aotearoamusiccharts.co.nz NZ2 |
| Spanien (Promusicae)                                                                         | —        | Platin1      | 60.000    | elportaldemusica.es           |
| Vereinigte Staaten (RIAA)                                                                    | Gold1    | Platin1      | 1.500.000 | riaa.com                      |
| Vereinigtes Königreich (BPI)                                                                 | —        | Platin1      | 600.000   | bpi.co.uk                     |
| Insgesamt                                                                                    | 7× Gold7 | 11× Platin11 |           |                               |